# Steven Tenenbom
Steven Tenenbom (* 1965 in Phoenix/Arizona) ist ein US-amerikanischer Bratschist und Musikpädagoge.
Tenenbom studierte bei Max Mandel, Heidi Castleman und Milton Thomas an der University of Southern California und bis 1979 am Curtis Institute of Music bei Michael Tree und Karen Tuttle. Er ist Bratschist im Orion String Quartet, das Quartet-in-Residence am Mannes College of Music und beim Santa Fe Chamber Music Festival ist, und des Quartetts seiner Frau Ida Kavafian Opus One sowie des Ensembles TASHI. 
Als Gast trat er u. a. mit dem Guarneri und dem Emerson String Quartet, dem Kalichstein-Laredo-Robinson-Trio und dem Beaux Arts Trio, als Solist mit dem Utah Symphony Orchestra, dem Rochester Philharmonic Orchestra, dem Cincinnati Chamber Orchestra, und dem Brandenburg Ensemble auf. Zu seinen musikalischen Partnern zählten auch Lukas Foss, Chick Corea und Wynton Marsalis. Er nahm an zahlreichen Musikfestivals in den USA teil und wurde mit dem Coleman Chamber Music Award ausgezeichnet. Als Musikpädagoge wirkt er u. a. an der Juilliard School, am Mannes College of Music, am Bard College Conservatory of Music und seit 1996 am Curtis Institute of Music.